# Площадь Сельского Хозяйства
Пло́щадь Се́льского Хозя́йства находится в Октябрьском районе города Самары между Полевой, Первомайской и Ново-Садовой улицами. Архитектурный ансамбль площади составляют здания 5−8 этажей высотой и сквер в центре.

## История
До революции на месте современной площади были кожевенные заводы, а стоки заводов по оврагам стекали к реке Волга.
В 1922 году через пустырь, образовавшийся после ликвидации кожевенных заводов, по улице Ново-Садовой были проложены трамвайные пути, ведущие к «Трубочному заводу» и Постникову оврагу .
В 1931—1934 годах был построен Дом социалистического сельского хозяйства — многоэтажное здание в конструктивистском стиле по проекту архитектора Петра Щербачёва, а перед зданием появилась площадь, которая носила то же название (а также Площадь социалистического земледелия) — спустя некоторое время площадь стала именоваться Площадью сельского хозяйства, а на части площади перед Домом сельского хозяйства появился благоустроенный сквер.
Первоначально, в 1935 году, Дом сельского хозяйства был заполнен организациями, имевшими непосредственное отношение к сельскому хозяйству: Зернотрест, Свиноводтрест, Земельное управление, Экспедиция по защите хлебопродуктов, Областная контора пчеловодства, Волжская государственная семенная инспекция, но также в нём находились почта и телеграф. С 1953 по 1980 года часть помещений передавалась Дворцу пионеров, а также прокуратуре Октябрьского района города. Долгое время дом оставался одним из крупнейших офисных зданий в центре Самары, но из-за низкого уровня пожарной безопасности здание полностью перестроено и с 2008 года это здание называется «Бизнес-центр "7 авеню"».
Оформление площади продолжилось строительством домов по чётной стороне Ново-Садовой улицы: в 1934 году был построен трёхэтажный дом № 2 (позже перестроен), в 1951—52 гг. построена «сталинка» — дом № 4, 1958 году — дом № 6. Завершило ансамбль площади строительство дома № 270 по улице Самарской, «ставшего доминантой её западной части» (автор проекта — архитектор Николай Подовинников).
Озеленили сквер на площади в 1954 году. Сквер был обрамлён по периметру стеной из серого уральского гранита, на которой установили вазоны.
Со стороны Полевой улицы установили две колонны со звёздами и фонарями. В 1957 году в центре сквера появилась типовая скульптурная композиция «Мужчина с ребёнком на руках», которая позднее была утрачена.
В 1960-х годах строительство зданий вокруг площади продолжилось: в 1966 году построен 8-этажный дом по Ново-Садовой № 1, а в 1967 году увеличена этажность дома № 2.
В связи со строительством метро сквер и площадь сельского хозяйства неоднократно реконструировалась — в настоящее время в центре сквера находится вентиляционная шахта метрополитена, в 2021 году её расписал художник Покрас Лампас.

## Транспорт
история
Трамвайное движение в этом районе существовало с 25 февраля (12 февраля) 1915 — первый трамвай шёл по улице Полевой. С 1922 года, через площадь, по улице Ново-Садовой был скорректирован трамвайный маршрут № 5, ведущий к «Трубочному заводу» и Постникову оврагу. С 13 декабря 1992 года трамвайная ветка с перенесена на проспект Ленина.
По первому проекту городского метрополитена, в 1943 году, на площади планировалось построить станцию метро, но этот проект не был реализован.
С 1 мая 1943 года от Дома сельского хозяйства ходил троллейбус по маршруту № 2 — «Куйбышев—Безымянка».
настоящее время
Наземный транспорт проходит по Ново-Садовой улице. Движение транспорта временно ограничено в связи со строительством метро.
- автобус: 2, 23, 24, 41, 47, 50
- маршрутное такси: 46, 397

Под площадью находится оборотный тупик первой линии самарского метрополитена, идёт строительство путей от станции «Алабинская» к станции «Театральная».

## Характеристики
Протяжённость площади с юга на север составляет 0,161 километра, с запада на восток — 0,221 км.